# 余泱漪

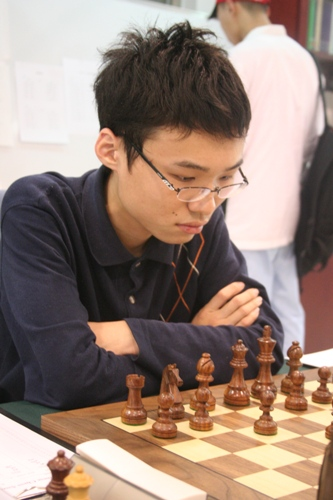

余泱漪（1994年6月8日—），中国国际象棋手、中国男子国际象棋队队员。2009年5月，在世界国际象棋团体锦标赛中俄对抗赛中为中国赢得冠军。2011年获越南公开赛冠军，全国甲级联赛男子团体冠军、总团体冠军。2012年获亚洲象棋锦标赛冠军。2013年，在土耳其举办的国际棋联世界青年锦标赛中，以9胜4和的成绩获得冠军。2014年4月在亚洲象棋锦标赛中以5胜9和获冠军。2014年8月，余泱漪等代表中国队在第41届国际象棋奥林匹克团体赛中获得冠军，是中国队首次问鼎此一荣誉。
余泱漪1994年生于湖北黄石，7岁学棋，2001-2003年曾3次获李成智杯8岁组、10岁组冠军。2004年获世界国际象棋青少年冠军赛冠军，这是中国男棋手首次获得该奖，获得教练叶江川的赞扬。2005年5月正式进入国家队集训。2009年5月，他成为中国第29个国际象棋特级大师，也是当时获得该称号的最年轻的的中国人。
| 前任： 李超 | 亚洲国际象棋冠军 2014年     | 繼任： 萨利姆·A·R·萨利赫 |
| 前任： 王玥 | 中国国际象棋男子冠军 2014年 | 繼任： 韦奕              |